# Yōko Tani
Yōko Tani  (谷洋子?, Tani Yōko), all'anagrafe Yōko Itani (猪谷洋子?, Itani Yōko) (Parigi, 2 agosto 1928 – Parigi, 19 aprile 1999) è stata un'attrice e showgirl francese di origine giapponese.

## Biografia
La gran parte della sua carriera si è svolta negli anni cinquanta e sessanta del XX secolo, in film perlopiù francesi, italiani e tedeschi. Morì a Parigi, la città dov'era nata, il 19 aprile 1999, all'età di 70 anni, a causa di un tumore.

## Filmografia parziale

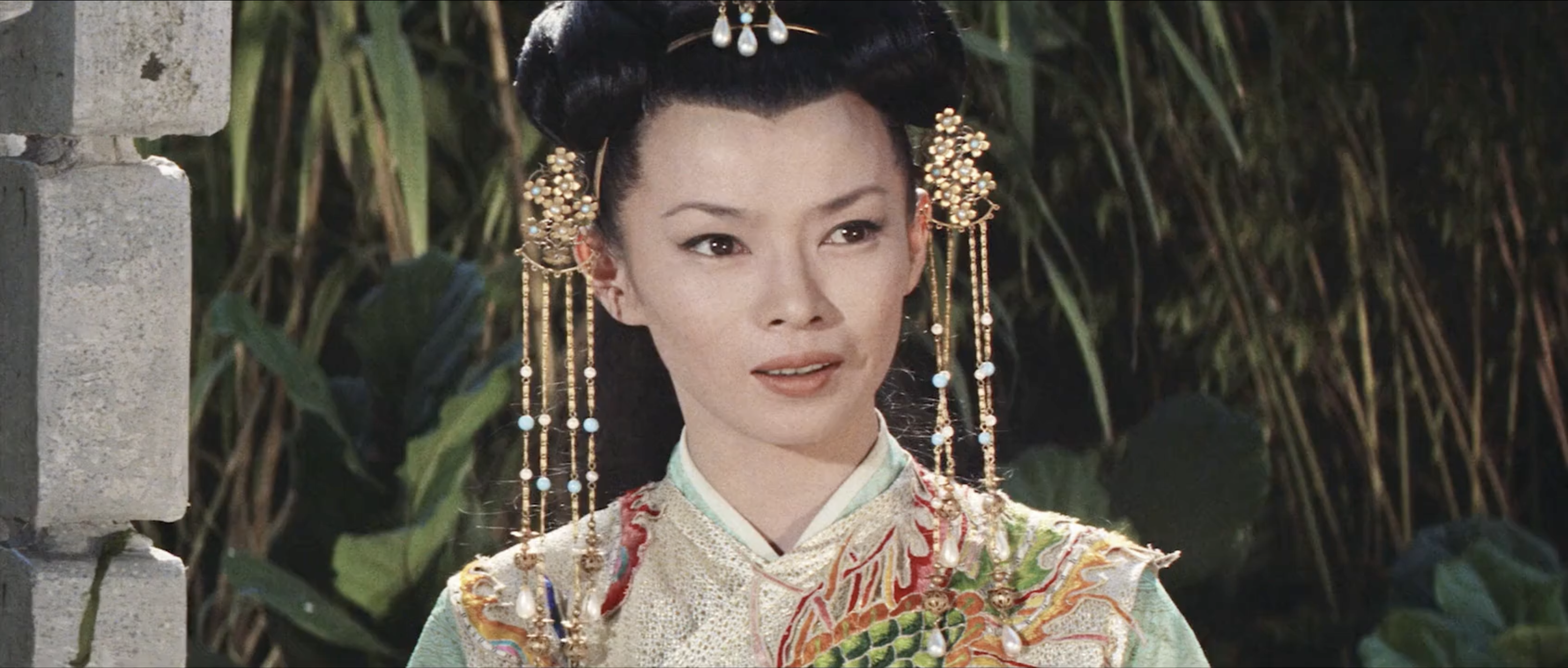
Yōko Tani in Marco Polo (1962)

### Cinema
- Marchandes d'illusions, regia di Raoul André (1954)
- Alì Babà e i quaranta ladroni (Ali Baba et les 40 voleurs), regia di Jacques Becker (1954)
- Berlino Tokio operazione spionaggio (Verrat an Deutschland), regia di Veit Harlan (1955)
- Fascino criminale (Les pépées font la loi), regia di Raoul André (1955)
- Raffiche di mitra (Port du désir), regia di Edmond T. Gréville (1955)
- Mannequins de Paris, regia di André Hunebelle (1956)
- Un americano tranquillo (The Quiet American), regia di Joseph L. Mankiewicz (1958)
- Il vento non sa leggere (The Wind Cannot Read), regia di Ralph Thomas (1958)
- Soyux-111 - Terrore su Venere (Der schweigende Stern), regia di Kurt Maetzig (1960)
- Ombre bianche (The Savage Innocents), regia di Nicholas Ray (1960)
- La gang del kimono (Piccadilly Third Stop), regia di Wolf Rilla (1960)
- Maciste alla corte del Gran Khan, regia di Riccardo Freda (1961)
- Ursus e la ragazza tartara, regia di Remigio Del Grosso (1961)
- Marco Polo, regia di Piero Pierotti e Hugo Fregonese (1962)
- La mia geisha (My Geisha), regia di Jack Cardiff (1962)
- Le 5 mogli dello scapolo (Who's Been Sleeping in My Bed?), regia di Daniel Mann (1963)
- I raggi mortali del dottor Mabuse (Die Todesstrahlen des Dr. Mabuse), regia di Hugo Fregonese (1964)
- F.B.I. operazione Baalbeck, regia di Marcello Giannini (1964)
- Bianco, rosso, giallo, rosa, regia di Massimo Mida (1964)
- Agente Z 55 missione disperata, regia di Roberto Bianchi Montero (1965)
- OSS 77 - Operazione fior di loto, regia di Bruno Paolinelli (1965)
- Le spie amano i fiori, regia di Umberto Lenzi (1966)
- Le sette cinesi d'oro, regia di Vincenzo Cascino (1967)
- Dick Carter, lo sbirro (Koroshi), regia di Michael Truman e Peter Yates (1968)
- Ça fait tilt, regia di André Hunebelle (1978)

### Televisione
- Ben Casey – serie TV, episodio 1x27 (1962)
- I gialli di Edgar Wallace (The Edgar Wallace Mystery Theatre) – serie TV, episodio 5x01 (1963)

## Doppiatrici italiane
- Maria Pia Di Meo in La mia geisha, Le spie amano i fiori
- Luisella Visconti in Ombre bianche
- Fiorella Betti in Maciste alla corte del Gran Khan
- Rita Savagnone in Marco Polo
- Renata Marini in Le 5 mogli dello scapolo
- Vittoria Febbi in I raggi mortali del dr. Mabuse
- Valeria Valeri in OSS 77: operazione Fior di Loto